# Chava Alberstein

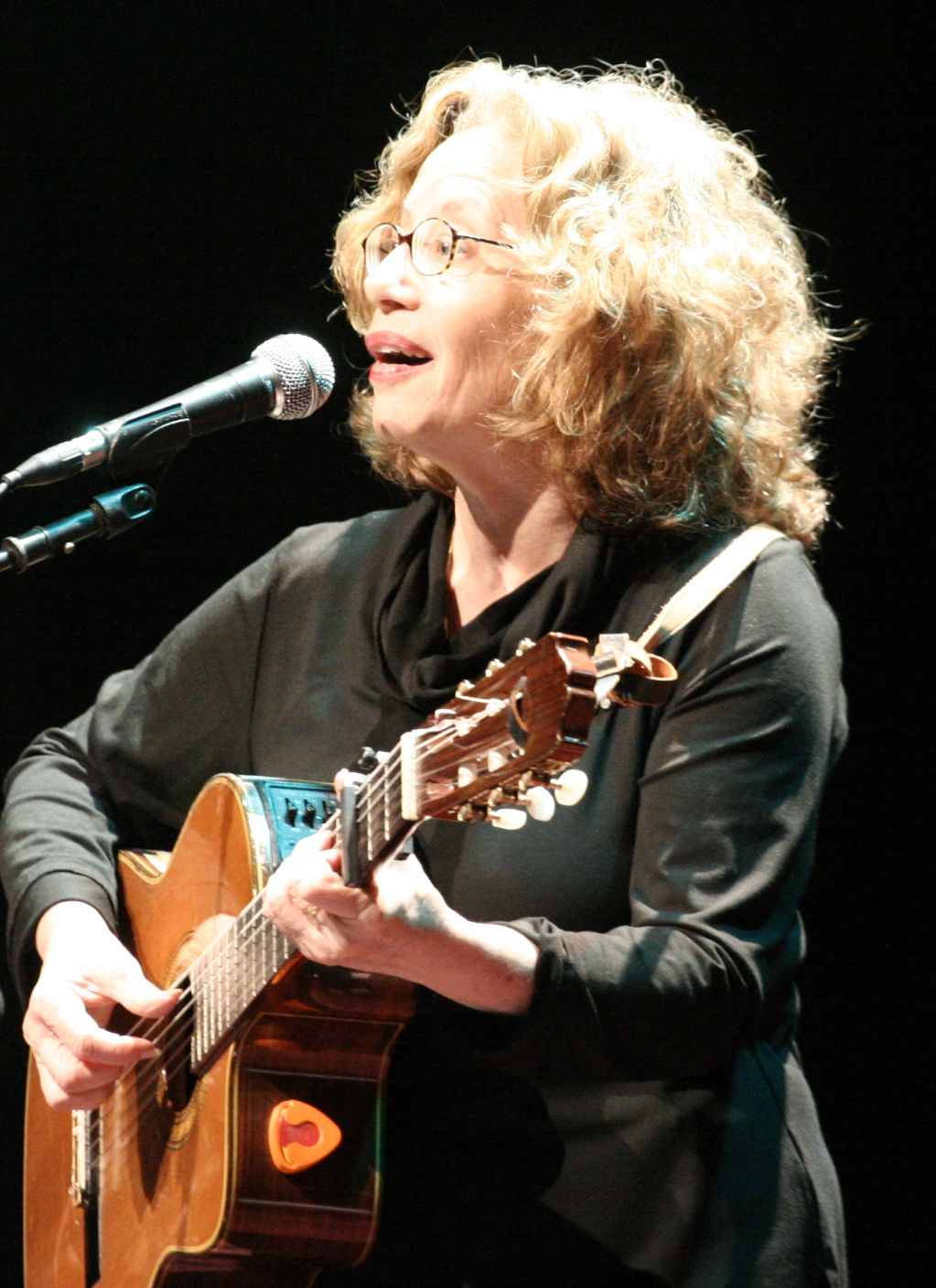
Chava Alberstein

Chava Alberstein, Hebreeuws חוה אלברשטיין (Szczecin (Polen), 8 december 1947) is een Israëlische zangeres en liedschrijver. Ze wordt algemeen beschouwd als een van de belangrijkste uitvoerders van het Israëlische lied, en zingt zowel in het Hebreeuws, het Jiddisch, het Engels als het Arabisch.

## Levensloop
Alberstein werd geboren in de Noord-Poolse stad Szczecin en emigreerde toen ze vier was met haar ouders naar Israël, waar ze opgroeide in het stadje Kiryat Chaim. Haar eerste successen stammen uit 1965 toen ze, dienstplichtig, optrad voor de Israëlische troepen.
Vanaf 1980 begon Alberstein ook eigen teksten en muziek uit te voeren. Haar plaat Mehagrim ('Immigranten', 1986) is grotendeels autobiografisch. Tijdens de eerste Palestijnse intifada nam Alberstein een kritische houding aan, en haar lied 'Chad Gadya' was enige tijd verboden. Inmiddels heeft ze meer dan 55 platen uitgebracht, waarvan meerdere een Kinor David (Davidsharp) hebben gewonnen.
Hoewel Alberstein vooral beroemd werd met haar liedjes in het Hebreeuws, geldt ze ook als een van de belangrijkste uitvoerende artiesten op het gebied van het Jiddische lied. Zij bracht verschillende cd's uit met klezmer, maar maakte ook eigen muzikale interpretaties van gedichten in het Jiddisch (met name op haar cd The Well, 1998).
Chava Alberstein is getrouwd met de Israëlische filmmaker Nadav Levitan. Levitan maakte in 1995 een documentaire over Alberstein, Too Early to Be Quiet, Too Late to Sing en schreef teksten voor haar album End of the Holiday. Omgekeerd schreef Alberstein muziek voor twee films van Levitan, Stalin's Children en Groupie.
- Bibliothèque nationale de France: cb140325873 (data)
- Gemeinsame Normdatei: 13527611X
- International Standard Name Identifier: 0000 0000 6654 6867
- Library of Congress Control Number: n81071357
- MusicBrainz: b6f36ff7-d252-498f-99b4-1937b00b386c
- Nationale Bibliotheek van Tsjechië: xx0018367
- Nationale Bibliotheek van Israël: 987007297825105171
- Nationale Bibliotheek van Polen: a0000002622616
- Nederlandse Thesaurus van Auteursnamen: 235054704
- SNAC: w6z044s0
- Système universitaire de documentation: 157129098
- Virtual International Authority File: 51889333
- WorldCat: E39PBJcBTbDTCcVXfjDHkBPxXd